# S.I.S Radio
 (janvier 2022).
La mise en forme du texte ne suit pas les recommandations de Wikipédia : il faut le « wikifier ».
Les points d'amélioration suivants sont les cas les plus fréquents. Le détail des points à revoir est peut-être précisé sur la page de discussion.
- Les titres sont pré-formatés par le logiciel. Ils ne sont ni en capitales, ni en gras.
- Le texte ne doit pas être écrit en capitales (les noms de famille non plus), ni en gras, ni en italique, ni en « petit »…
- Le gras n'est utilisé que pour surligner le titre de l'article dans l'introduction, une seule fois.
- L'italique est rarement utilisé : mots en langue étrangère, titres d'œuvres, noms de bateaux, etc.
- Les citations ne sont pas en italique mais en corps de texte normal. Elles sont entourées par des guillemets français : « et ».
- Les listes à puces sont à éviter, des paragraphes rédigés étant largement préférés. Les tableaux sont à réserver à la présentation de données structurées (résultats, etc.).
- Les appels de note de bas de page (petits chiffres en exposant, introduits par l'outil «  Source ») sont à placer entre la fin de phrase et le point final[comme ça].
- Les liens internes (vers d'autres articles de Wikipédia) sont à choisir avec parcimonie. Créez des liens vers des articles approfondissant le sujet. Les termes génériques sans rapport avec le sujet sont à éviter, ainsi que les répétitions de liens vers un même terme.
- Les liens externes sont à placer uniquement dans une section « Liens externes », à la fin de l'article. Ces liens sont à choisir avec parcimonie suivant les règles définies. Si un lien sert de source à l'article, son insertion dans le texte est à faire par les notes de bas de page.
- La présentation des références doit suivre les conventions bibliographiques. Il est recommandé d'utiliser les modèles {{Ouvrage}}, {{Chapitre}}, {{Article}}, {{Lien web}} et/ou {{Bibliographie}}. Le mode d'édition visuel peut mettre en forme automatiquement les références.
- Insérer une infobox (cadre d'informations à droite) n'est pas obligatoire pour parachever la mise en page.

Pour une aide détaillée, merci de consulter Aide:Wikification.
Si vous pensez que ces points ont été résolus, vous pouvez retirer ce bandeau et améliorer la mise en forme d'un autre article.
 (novembre 2021).
La Station Indépendante Satellite (S.I.S.) est une radio francophone belge, fondée le 7 juillet 1980. Elle est l’une des deux premières grandes radios indépendantes de Belgique (avec Radio Contact) et émettra sur les ondes jusqu’en 1988. Au sommet de sa popularité, elle était la radio la plus écoutée de Belgique francophone. 

## Historique

### 1980-1988
Cette section ne s'appuie pas, ou pas assez, sur des sources secondaires ou tertiaires indépendantes du sujet. Le texte peut contenir des analyses inexactes ou inédites de sources primaires.
Pour l'améliorer, ajoutez-en, ou placez des modèles {{Source secondaire souhaitée}} ou {{Source secondaire nécessaire}} sur les passages mal sourcés. (octobre 2022)
À sa création, S.I.S. radio est considérée comme illégale car seules les radios publiques avaient le droit de diffusion. 
En 1986, SIS Radio en frenchising[Quoi ?] est élargie par la société  'Leader FM' dans une chaine de radio's Francophone et Néerlandophone. Presque partout dans les grandes villes, elle émettra sur les ondes.  Le siége était situé  sur le Boulevard De Waterloo à 1000 Bruxelles. Les antennes FM pour la capitale étaitent sur un large immeuble Avenue Louise. Au sommet de sa popularité, elle était la radio la plus écoutée de Belgique Francophone. Soudain en 1988, l'entreprise était placée en liquidation judiciaire. Selon un employé dans le cadre a cause d'avoir trop de personnel. 
Avec Radio Contact (représentée par Francis Lemaire) et Radio Judaica (Henri Benkoski), S.I.S. cofonde le Groupement des Radios Indépendantes de Belgique (GRIB). Ensemble, ils rassemblent 400.000 signatures pour libérer les ondes FM en Belgique. En créant le GRIB, les fondateurs défiaient ainsi le monopole de la RTB (ancêtre de la RTBF). Les radios libres étaient nées, Bel RTL, Fun Radio, Nostalgie, NRJ, Radio Contact.

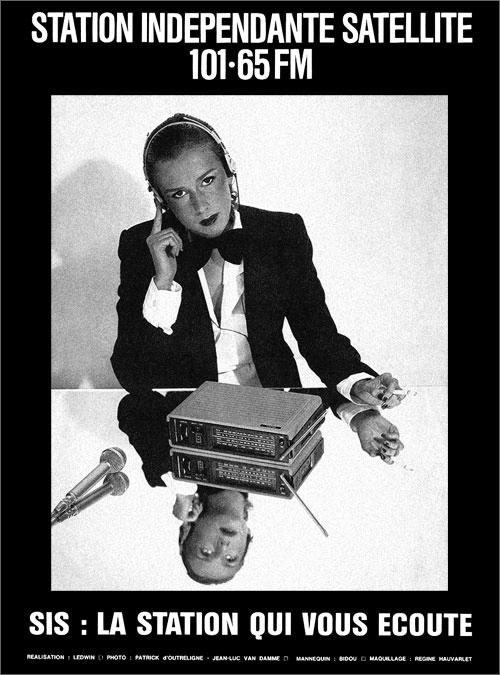
Archive SIS Radio - 1981

Plusieurs personnalités de l'audiovisuel belge connues ont fait leurs armes chez S.I.S. Radio, tels que Philippe Goffin, Ginger Joe, Michel Brunelli (Lucifer), Claude Moniquet, Marc Oschinsky, Stéphane Rosenblatt, Stéphane Shaw, Erik Silance, Soda, Philippe Soreil, Stephan Streker, etc.). 
En 1988, S.I.S. Arrête son activité pour cause de faillite. Forts de leur expérience à S.I.S., la plupart des animateurs continuent leur carrière dans le secteur de l'audiovisuel. Le paysage des radios libres avait changé pour toujours.

### Un passage à vide
De 1988 à 2020, S.I.S. Cesse ces activités mais acquiert rapidement un statut de radio mythique, qui a bercé les oreilles de nombreux auditeurs. Quelques moments notables cependant:
Le 5 juin 2006, la radio revit ses heures de gloire durant toute une journée. De nombreux fondateurs historiques se prêtent au jeu pour célébrer les 25 ans.
En 2013, parait l'ouvrage "100 ans de radio en Belgique" qui consacre à la radio deux pages entières.  

### 2020: S.I.S. Radio V2.0
S.I.S. Radio reprend du service le 21 janvier 2021,, 40 ans après son lancement original. La radio adopte une approche média 360° sur le web. Parallèlement, les demandes de fréquences FM et DAB+ ont été introduites auprès du Conseil supérieur de l’audiovisuel (CSA).
Plusieurs animateurs de l'époque ont rejoint une nouvelle fois l'équipe. Une chaîne Youtube est lancée, et la radio est désormais disponible sur de nombreuses plateformes de Podcast (Spotify, Deezer, Apple Podcast, etc.).

## Les émissions phares
- "La Honte des Ondes", émission animée par Ginger Joe et Lucifer, le premier talk-show libertin et libéré de l'histoire de la radio[7]. L'émission a été remise au goût du jour en 2021 autour de Lucifer, et avec une nouvelle équipe d'animateurs.
- "La Folie des glandeurs", émission animée de André Lamy mélangeant l'humour et l'imitation.
- "La matinale de SIS", émission animée par Philippe Henry (RTL)[8]; "Phantasmes", émission animée par Yorik et centrée sur la littérature érotique.
- "Chien, Chat et NAC", émission en partenariat avec la Société Royale protectrice des animaux Veeweyde, qui met en lumière la situation des animaux abandonnés à Bruxelles animée par Dominique Dufourny et Sophie Dewolf[9],[10].

## Sources et références
1. ↑  « Histoire - Quand les radios libres ont envahi les ondes », sur La Première, 13 septembre 2021 (consulté le 1er octobre 2021)
2. ↑  « Jean-Jacques Deleeuw » , sur Le Soir Plus (consulté le 1er octobre 2021)
3. ↑  « "C'est du Belge" célèbre les 100 ans de la radio ! », sur RTBF TV, 24 mars 2014 (consulté le 1er octobre 2021)
4. ↑  « SiS, radio mythique des années 80, reprend du service en version 2.0 fin janvier »(Archive.org • Wikiwix • Archive.is • Google • Que faire ?), sur Édition digitale de Liège, 8 janvier 2021 (consulté le 1er octobre 2021)
5. ↑  « Après 30 ans de silence radio, SIS renaît en version 2.0 » , sur Le Soir Plus, 7 décembre 2020 (consulté le 1er octobre 2021)
6. ↑  « SiS, radio mythique des années 80, reprend du service en version 2.0 fin janvier », sur sudinfo.be avec Ciné-Télé-Revue, 8 janvier 2021 (consulté le 1er octobre 2021)
7. ↑  (nl-BE) « Michel Brunelli, le Lucifer de SIS: Les gens se souviennent encore de La Honte des ondes »(Archive.org • Wikiwix • Archive.is • Google • Que faire ?), sur Vlan.be (consulté le 1er octobre 2021)
8. ↑  « ZOOM AVANT SUR PHILIPPE HENRY HEUREUX QUI COMME HENRY...  *TEQUILA SUNRISE, le son de la FM californienne! (à compléter!) » , sur Le Soir Plus (consulté le 1er octobre 2021)
9. ↑  « Nos chiens, chats et Nacs sur SIS Radio », sur Veeweyde, 10 mars 2021 (consulté le 1er octobre 2021)
10. ↑  « Chien, Chat & Nac », sur S.I.S Play - C'est vous qui décidez ! (consulté le 27 mai 2025)